# Hattori Masanari (samouraï)
Ne doit pas être confondu avec Hattori Hanzō.
Hattori Masanari (samouraï) est un nom japonais traditionnel ; le nom de famille (ou le nom d'école), Hattori, précède donc le prénom (ou le nom d'artiste).
Hattori Masanari (服部 正就, 1565-3 juin 1615) est un obligé du clan Tokugawa à la fin de l'époque Sengoku de l'histoire du Japon. Il est le fils ainé de Hattori Hanzō.
Hattori Masanari commence à se battre aux côtés de son père au milieu des années 1590 et lui succède en 1596 à l'âge de 31 ans. Après la bataille de Sekigahara en 1600, il est enrôlé par Tokugawa Ieyasu comme capitaine des gardes du château d'Edo mais est éclaboussé par un scandale, plus que justifié, probablement par son traitement sévère du groupe d'Iga sous son autorité, peut-être aussi parce qu'il n'est pas un shinobi comme son père. Ceci l'amène à subir une humilation totale face aux Tokugawa et il est déchu de sa position initiale en tant que capitaine. Afin de réparer le nom des Hattori et sa réputation, Masanari se bat vaillamment pendant le premier siège d'Osaka en 1614 à la tête de 60 ninjas d'Iga. Il est tué lors du second siège et remplacé par son frère Hattori Masashige.

## Source de la traduction
- (en) Cet article est partiellement ou en totalité issu de l’article de Wikipédia en anglais intitulé « Hattori Masanari » (voir la liste des auteurs).